# Pauline Nalova Lyonga
Pauline Nalova Lyonga Egbe est une personnalité politique camerounaise. Elle est l'actuelle ministre des enseignements secondaires depuis le remaniement ministériel du 2 mars 2018.

## Biographie

### Jeunesse et études
Pauline Nalova Lyonga est originaire du Fako dans la région du Sud Ouest du Cameroun. Après des études secondaires au Queen of the Rosary Secondary School Okoyong à Mamfe jusqu'en 1968 puis au Cameroon College of Arts Science and Technology de Bambili où elle obtient en son GCE A Level en 1970, elle entre à l'université de Yaoundé ou elle décroche en 1973 une licence en littérature anglaise. Elle quitte alors le Cameroun pour poursuivre ses études en Angleterre et obtient un Master en littérature africaine à l'Université de Sheffield. Elle est depuis 1985 titulaire d'un PhD en littérature anglaise obtenue à l'Université du Michigan à Ann Arbor aux États-Unis.

### Carrière
Après une longue carrière dans l'enseignement universitaire au cours de laquelle, elle occupe les postes de directrice des affaires, puis vice-Rectrice, elle est nommée rectrice de l'université de Buéa le 29 juin 2012. Elle occupe ce poste pendant 5 ans, jusqu'à son départ en juin 2017 à la suite d'un décret présidentiel. Quelques mois plus tard, en novembre 2017, elle est nommée au poste de présidente du conseil d'administration de l’hôpital Général de Douala, poste qu'elle occupe pendant quelques mois seulement, jusqu'à sa nomination le 3 mars 2018 au poste de ministre des enseignements secondaires. Elle assure la supervision de l'Office du Baccalauréat du Cameroun et du Cameroon GCE Board, les deux organismes sous-tutelle du ministre des enseignements secondaires. 
Pauline Nalova est auteure de plusieurs publications de littérature africaine.

## Prises de position
En avril 2022, elle autorise, par une circulaire, les jeunes filles enceintes à reprendre leurs études au lycée après leur accouchement et un congé maternité de 7 mois,. Selon une enquête réalisée en 2019, un quart des jeunes collégiennes et  lycéennes camerounaises sont concernées. Être mère était en effet jusqu'à cette date un motif d'exclusion qui privaient les jeunes filles de leur diplôme suite à des grossesses précoces,. Cette décision lui a valu des critiques,, notamment parce que cette décision n'interdit pas la stigmatisation de ces jeunes filles dans le milieu scolaire. Le juriste et homme politique Jean-claude Shanda Tonme lui adresse à cette occasion un message de soutien. 